# Pioneer 4
La Pioneer 4 fue una sonda no tripulada del programa Pioneer de la NASA, lanzada en marzo de 1959 con el objetivo de realizar un sobrevuelo de la Luna y entrar en órbita heliocéntrica. La sonda consiguió los objetivos previstos. Fue la primera sonda norteamericana que conseguía escapar de la gravedad de la tierra. Siguió estando en órbita heliocéntrica hasta el año 1960, último momento en el que se pudo contactar con ella.

## La misión
Después de un lanzamiento sin problemas el 3 de marzo de 1959 a las 17:11 UT, la Pioneer 4 consiguió su objetivo primario: una trayectoria Tierra-Luna y transmitir datos de radiación a la Tierra. 
La sonda pasó a 60 000 km de la superficie lunar (sobre el punto 7.2° E, 5.7° S) el 4 de marzo de 1959 a las 22:25 UT, a una velocidad de 7230 km/h. La distancia no fue la suficiente para activar el sensor fotoeléctrico. La sonda transmitió datos sobre la radiación durante 82 horas, hasta una distancia de 658 000 km. Después entró en una órbita heliocéntrica, el 18 de marzo de 1959 a las 01:00 UT. Se pudo seguir su señal hasta 1960.

## Diseño de la sonda
La Pioneer 4, al igual que la Pioneer 3, era una sonda con forma de cono, de 51 cm de altura y 23 cm de diámetro en su base. El cono estaba fabricado de fibra de vidrio, recubierto de una fina capa de oro,para que fuera conductor y pintado con bandas de color blanco para mantener su temperatura entre los 10 y los 50 °C. En la punta del cono, disponía de una pequeña antena. En su base estaban las baterías de mercurio junto con el sensor fotoeléctrico, pensado para activarse al pasar sobre la superficie lunar a menos de 30 000 km; en el centro del cono había los alimentadores eléctricos y dos tubos Geiger-Müller.